# Caraphia laticeps
Caraphia laticeps là một loài bọ cánh cứng trong họ Cerambycidae.